# (100211) 1994 PF1
(100211) 1994 PF1 es un asteroide perteneciente al cinturón interior de asteroides, descubierto el 7 de agosto de 1994 por Gordon J. Garradd desde el Observatorio de Siding Spring, Nueva Gales del Sur, Australia.